# Whale Wars
Whale Wars is een programma dat sinds 2009 wordt uitgezonden op Discovery Channel. De serie gaat over de leden van de organisatie Sea Shepherd Conservation Society en het leven op hun schip. Hun voornaamste doel is het verhinderen van de Japanse walvisvaarders en het beschermen van de walvis.

## Sea Shepherd Conservation Society

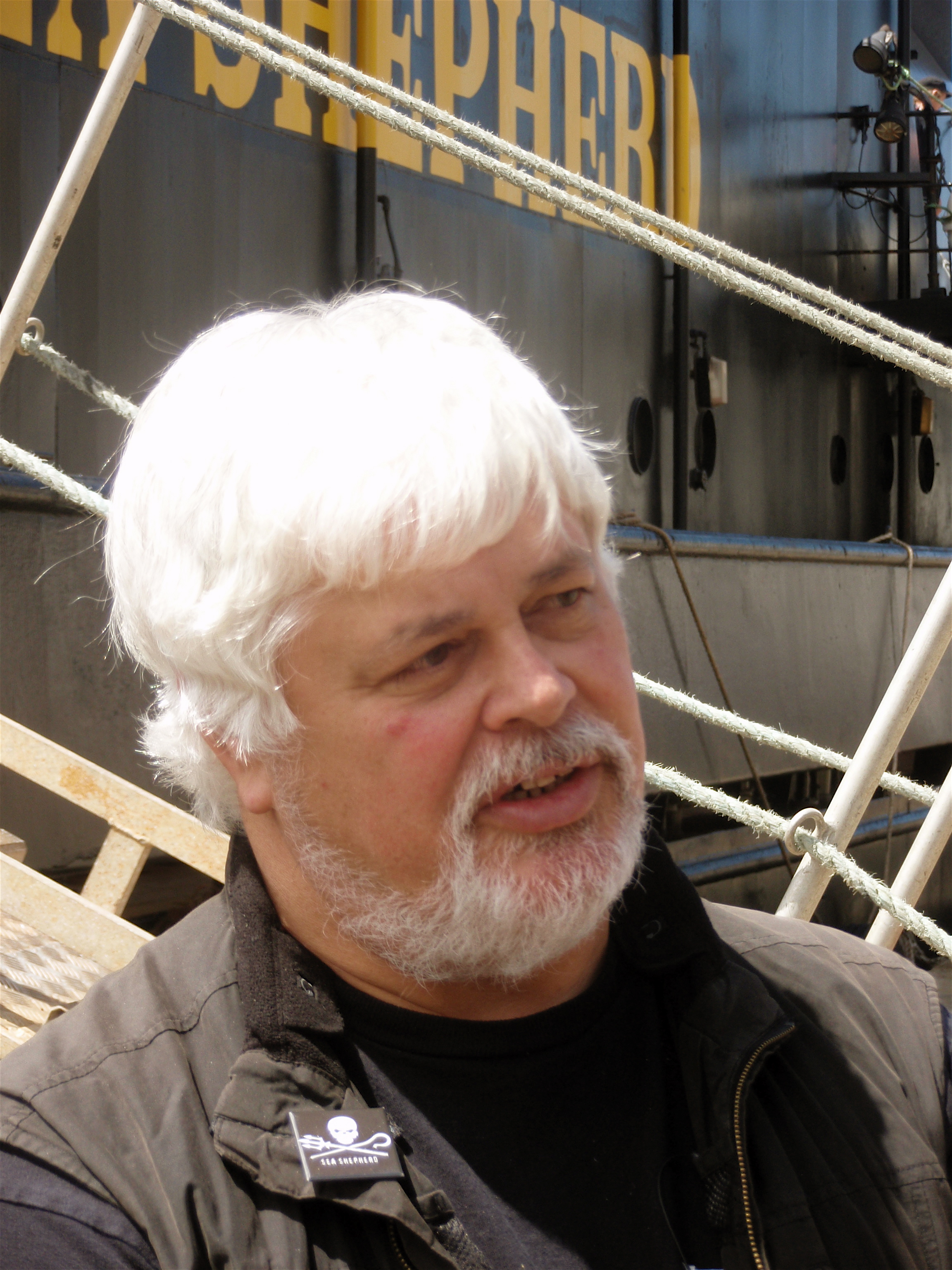
Paul Watson in Hobart Tasmanië voor de Steve Irwin.

In 1977 richtte kapitein Paul Watson de organisatie Sea Shepherd Conservation Society op, na zes jaar bij Greenpeace gewerkt te hebben (Watson is medeoprichter van Greenpeace). Het doel van Sea Shepherd is de vernietiging van de leefomgeving en het afmaken van zeedieren te stoppen. Zo proberen ze het ecosysteem en diersoorten te beschermen.

## Whale Wars

### Steve Irwin
Het schip van de organisatie die opereert in Antarctische wateren heet Steve Irwin, ter nagedachtenis aan Steve Irwin die een voorvechter was voor het behoud van bedreigde dierensoorten. Het schip heeft geen ijsbestendige boeg waardoor het telkens risico loopt om een gat in de boeg te slaan als het op een ijsschots botst. In seizoen 2 hebben ze een zeer levensbedreigende situatie meegemaakt toen hun schip vast zat in een ijsveld.

### Japanse Walvisvaardersvloot
De vloot bestaat uit 7 boten: Een bevoorradingsschip "Hyo Maru"(gesloopt), een verwerkingsschip "Nisshin Maru",
2 spotterschepen de "Keiku maru" en de "shonan maru 2" doen vanaf 2010-2011 niet meer mee, harpoenschepen "Yushin maru" 1, 2 en 3.

### 2007-2008 winterseizoen

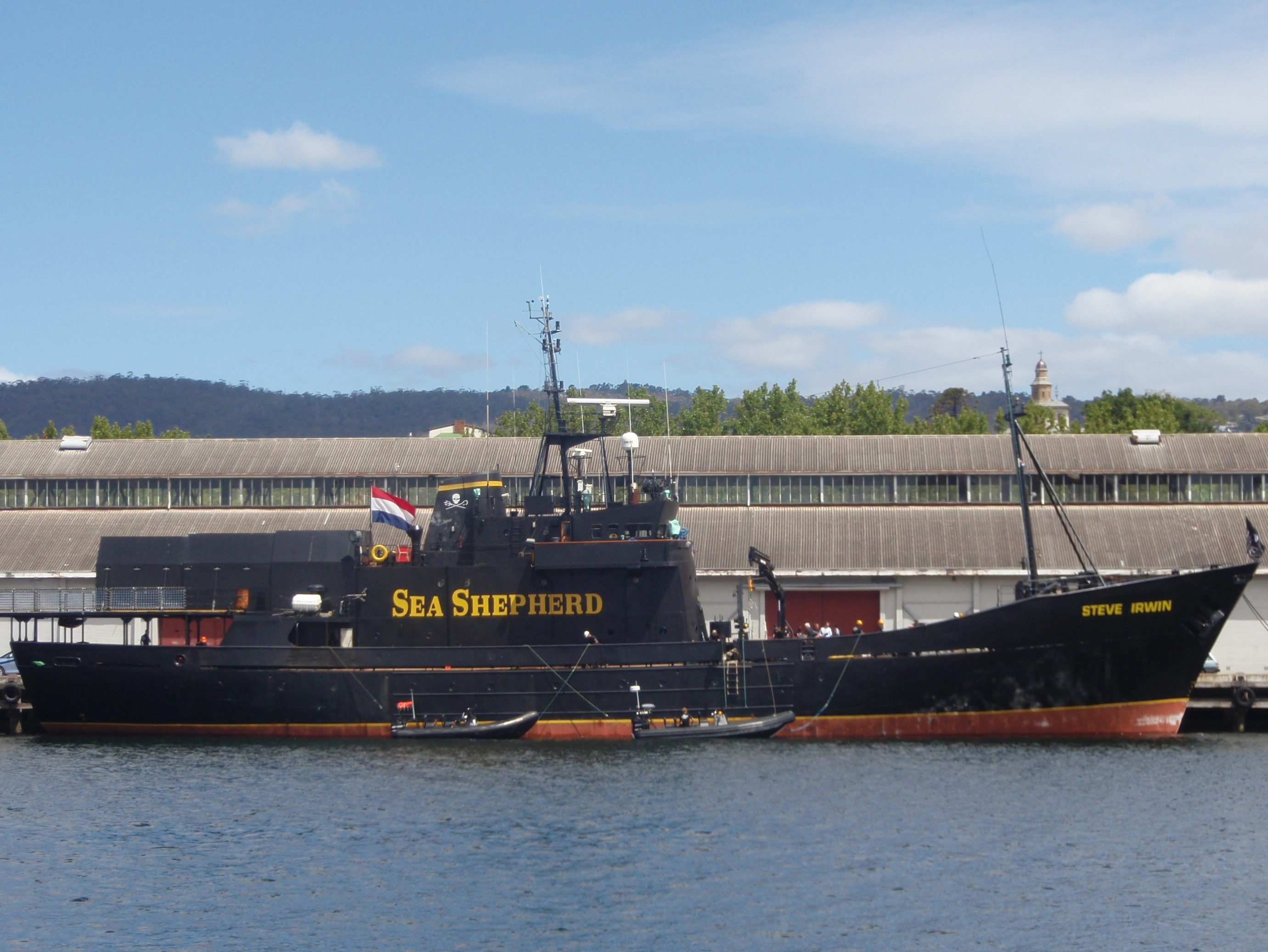
De Steve Irwin aangemeerd in Hobart Tasmanië.

Deze missie van Sea Shepherd is in beeld gebracht in seizoen 1 van Whale Wars. Tijdens dit winterseizoen trachtte de bemanning van de Steve Irwin de jacht te verhinderen van Japanse walvisvaarders. De walvisvaarders jagen voor de wetenschap en hebben een quotum van 950 dwergvinvissen en 50 vinvissen. Volgens het internationaal moratorium op commerciële walvisvangst mag geen enkel stuk walvis verloren gaan als de zoogdieren voor wetenschappelijke studies worden afgemaakt. Zo komt het walvissenvlees op de Japanse markt, wat nog steeds legaal is in Japan. Sea Shepherd meent dat men onder het mom van wetenschappelijk onderzoek handelt en zo toch ontsnapt aan het moratorium.
Tijdens de missie waren er enkele moeilijkheden. Een helikopterblad raakte beschadigd tijdens een noodsituatie, de hydraulische kraan begaf het, een van de twee motoren was dringend toe aan herstellingen en de helikopter had zeer zware zoutcorrosie door zeewater opgelopen waardoor hij in Australië moest blijven voor de tweede helft van het seizoen.

### 2009 winterseizoen
Deze missie van Sea Shepherd is in beeld gebracht in seizoen 2 van Whale Wars.

### 2009/2010 winterseizoen
"Operation Waltzing Matilda"

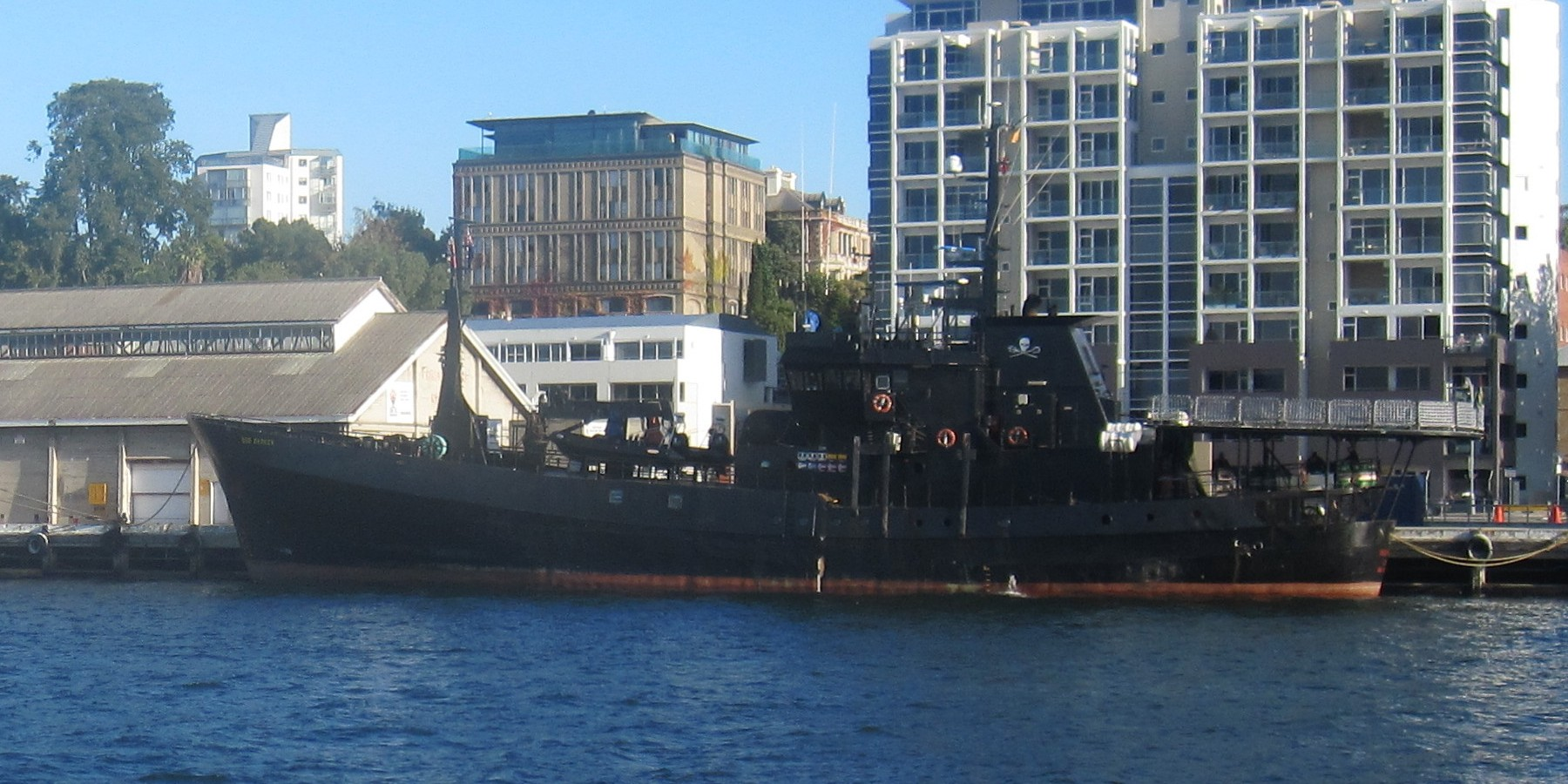
De Bob Barker aangemeerd in Hobart Tasmanië.

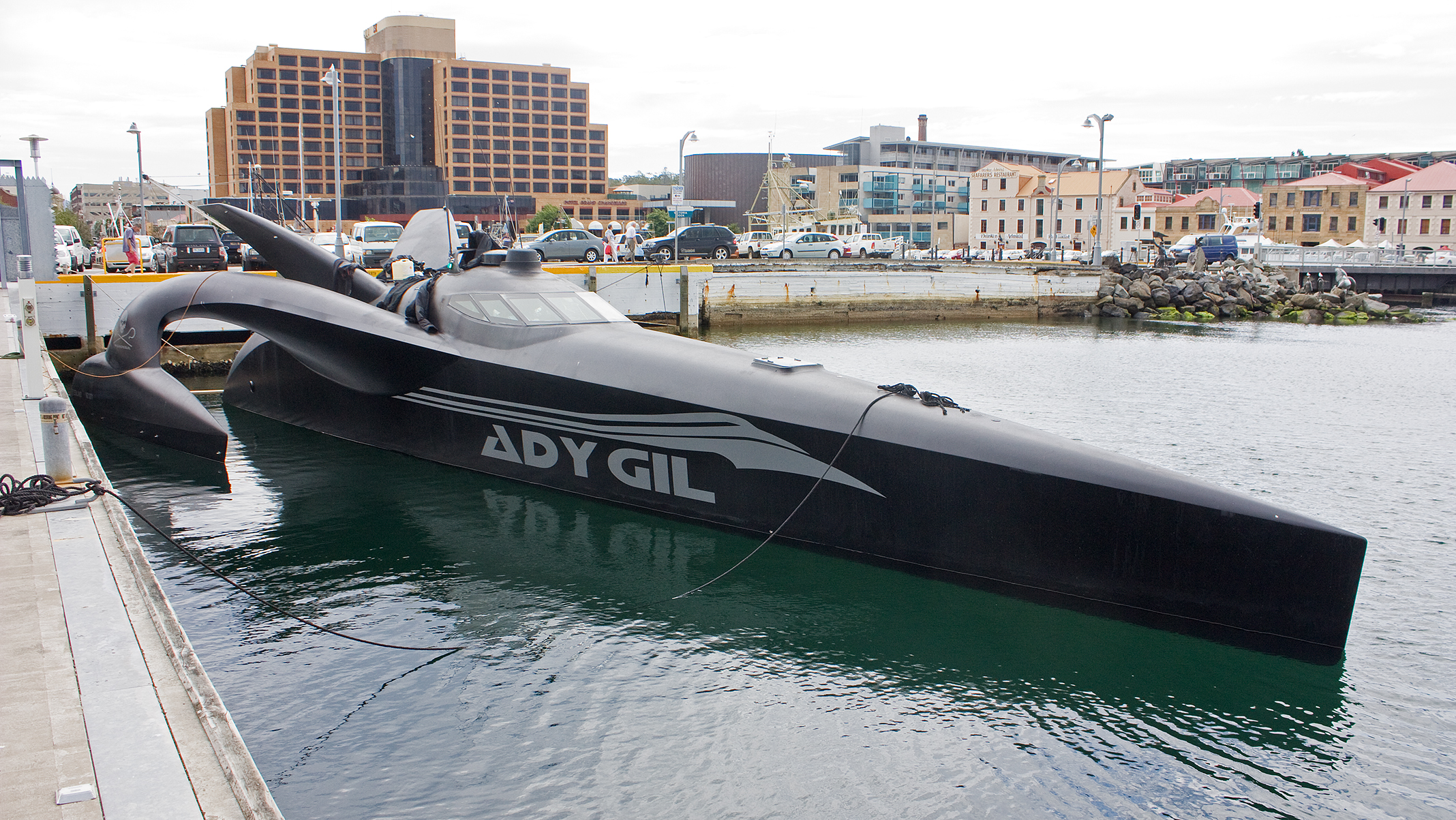
De Ady Gil aangemeerd in Hobart Tasmanië.

Deze missie van Sea Shepherd is in beeld gebracht in seizoen 3 van Whale Wars. Er namen 3 schepen deel aan deze operatie.
- De Steve Irwin, het vlaggenschip van Sea Shepherd.
- De Bob Barker, een voormalig Noors Marine & Onderzoeks schip, maar dat zijn Carrière begon als Walvisvaarder.
- De Ady Gil of beter bekend als de 'Earth Race', een zwart geverfde Futuristische Carbon Fiber Trimaran speedboot. De Ady Gil kwam op 6 januari 2010 in aanvaring met de Shonan Maru 2, waarbij zijn romp afbrak. Twee dagen later, op 8 januari, verdween de Ady Gil in de golven.

## Medewerkers
| Naam                | Functie                                        |
| ------------------- | ---------------------------------------------- |
| Paul Watson         | Kapitein                                       |
| Benjamin Potts      | Chef-kok                                       |
| Kim McCoy           | Kwartiermeester                                |
| Shannon Mann        | Kwartiermeester                                |
| Peter Hammarstedt   | Eerste stuurman                                |
| Peter Brown         | Voormalig eerste stuurman (gestopt na 26 jaar) |
| Christopher Aultman | Helikopterpiloot, luchtvaart-directeur         |
| Amber Paarman       | Kwartiermeester                                |
| Wilfred Verkleij    | Communicatie-officier                          |
| Laurens de Groot    | Dekhand                                        |
| Stijn Bruers        | Kwartiermeester                                |